# Focar (optică)
Focarul este un punct geometric situat pe axa optică în care se întâlnesc (converg) razele de lumină refractate de o lentilă convexă, sau reflectate de o oglindă concavă sau parabolică.